# Lac de Poggio Perotto
Le lac de Poggio Perotto (en italien : Lago di Poggio Perotto, également appelé Bacino, est situé dans une vallée des collines de l'Albegna et de la Fiora, sur une pointe descendant vers la Maremme de Grosseto, juste à l'ouest de Magliano in Toscana, au lieu-dit Poggio Perotto,  dans la province de Grosseto en Toscane.

## Description
C'est un lac de type artificiel, ayant été construit en 1938 pour favoriser les travaux d'irrigation des campagnes environnantes dans lesquelles était pratiquée une agriculture extensive, souvent désavantagée par des sécheresses récurrentes et prolongées. 
Le lac en forme de L a été construit le long du cours du torrent Serra, dont il est à la fois l'affluent et l'émissaire : Le torrent Serra se jette ensuite dans le fleuve Osa à la frontière avec la commune d'Orbetello, lequel continue sa course jusqu'à son embouchure au sud de Poggio Talamonaccio. 
Malgré les origines artificielles du bassin, la zone est restée intacte dans ses caractéristiques originales, ajoutant une série de saules près des eaux à la végétation préexistante de pins, de chênes et de chênes-lièges. Parmi la faune, il convient de mentionner diverses espèces de héron et d'aigrette garzette.
La faune piscicole est composée de carpe, d'ablette, d'achigan à grande bouche et de brochet.